# Украинка (Волчанский район)
Украинка (укр. Українка) — село, входившее до 2020 года в Рубежанский сельский совет,
Волчанский район, Харьковская область.
Код КОАТУУ — 6321687206. Население по переписи 2001 года составляло 61 (28/33 м/ж) человека.

## Географическое положение
Село Украинка находится на берегу реки Купьеваха, которая через 2 км впадает в реку Большая Бабка.
Село вытянуто вдоль реки на 3 км, на расстоянии в 3 км расположены сёла Перемога, Федоровка, Замуловка, Байрак.
Возле села садовые участки.

## История
- 18 век — основан хутор Купьеваха на левом (южном) склоне балки Купьеваха[2] и ниже по течению Купьевахи — хутор Драгуновка[6] в месте впадения балки Драгунка в балку Купьеваха, напротив яра Бусокова, на левом (южном) склоне балки Купьеваха.[7]
- В середине 19 века хутор Купьеваха назывался Кубоватый колодезь.[2]
- В 1940 году, перед ВОВ, в Купьевахе были 79 дворов,[8] в Драгуновке — 29 дворов, ветряная мельница и сельсовет,[3] в который входила Купьеваха.
- Сёла Купьеваха и особенно Драгуновка, находившаяся с марта по июнь 1942 практически на линии фронта, сильно пострадали в результате боевых действий с конца октября 1941 по начало августа 1943 года. Они много раз переходили из рук в руки, особенно с 13 марта по начало июня 1942 года.[9] Стратегическое значение Купьевахи было таково, что немецкие войска, неоднократно наступая на Байрак-Замулёвку, накапливались в Купьевахе; и советские войска, многократно наступая на Перемогу-Непокрытое, тоже сосредотачивались тут.[9]
- 1948 — возникло село Украинка, названное в честь юбилея — 30-летия Украинской ССР — путём объединения сёл Купьеваха и Драгуновка Драгуновского сельсовета.

## Название села
Купьевахой село было названо по названию реки Купьеваха (река).
Драгуновкой село было названо, потому что в 19 веке в ней некоторое время квартировали драгуны Российской Императорской армии.
При СССР в Волчанском районе и области прошла «волна» переименований значительной части населённых пунктов, в основном на левом (восточном) берегу Донца, в «революционные» названия — в честь Октябрьской революции, пролетариата, сов. власти, Кр. армии, социализма, Сов. Украины, деятелей «демократического и революционного движения» (Т. Шевченко, Г. Петровского) и новых праздников (1 мая и др.) Это приводило к путанице, так как в одной области рядом могли оказаться сёла с одинаковыми новыми названиями — например, Украинка (Волчанский район), Украинка (Ахтырский район), Украинка (Балаклейский район), Украинка (Барвенковский район), Украинка (Красноградский район) и Украинское (Волчанский район), Украинское (Змиевской район), Украинское (Лозовской район), Украинское (Харьковский район), названные в честь УССР.
На территории УССР (до 2014 года) находились 29 населённых пунктов с названием Украинка.

## Экономика
- В селе при СССР была молочно-товарная ферма (МТФ).